# Podhořany
Podhořany jsou malá vesnice, část obce Nelahozeves v okrese Mělník ve Středočeském kraji. Leží na silnici II/616. Do katastrálního území Podhořany spadá i evidenční část Hleďsebe 2.díl. Obdélníkový výběžek katastrálního území Podhořany (blok s obytnými blokovými domy čp. 255, 254, 259 a 260 včetně přilehých garáží a zahrádek) patří k evidenční části Nelahozeves. V evidenční části Podhořany je evidováno 32 adres. Trvale zde žije 48 obyvatel. Podhořany leží v katastrálním území Nelahozeves.
Západně od vsi, z větší části na jejím katastrálním území, se nachází centrální tankoviště ropy pro Českou republiku.

## Historie
První písemná zmínka o vesnici pochází z roku 1406.

## Obyvatelstvo
| Rok            | 1869 | 1880 | 1890 | 1900 | 1910 | 1921 | 1930 | 1950 | 1961 | 1970 | 1980 | 1991 | 2001 | 2011 | 2021 |
| -------------- | ---- | ---- | ---- | ---- | ---- | ---- | ---- | ---- | ---- | ---- | ---- | ---- | ---- | ---- | ---- |
| Počet obyvatel | 138  | 141  | 122  | 156  | 146  | 155  | 172  | 105  | 109  | 98   | 77   | 42   | 55   | 110  | 50   |
| Počet domů     | 18   | 20   | 19   | 23   | 24   | 26   | 28   | 30   | 30   | 25   | 23   | 28   | 26   | 28   | 28   |

## Obecní správa
Při sčítání lidu v letech 1850–1899 byly Podhořany osadou obce Ouholice v okrese Slaný. V letech 1900–1920 byly osadou obce Staré Ouholice v okrese Slaný. V letech 1921–1957 byly samostatnou obcí, nejprve v okrese Kralupy nad Vltavou, od roku 1960 v okrese Mělník. Od roku 1957 jsou částí obce Nelahozeves v okrese Mělník.